# Teleranek
Teleranek – telewizyjny program dla dzieci nadawany od września 1972 roku do grudnia 2009 roku i ponownie od 6 marca 2016 roku w TVP1, natomiast od 4 września 2016 w TVP ABC.
Od początku symbolem programu był kogut zaprojektowany przez Joannę Zacharzewską. Najpierw czarno-biały, a od roku 1974 w stworzonej przez Studio Miniatur Filmowych w Warszawie kolorowej czołówce. Animowana czołówka prezentowała biegnącego kogucika, który o godzinie 9:00 wskakiwał na płot i piał. Twórcami programu byli Maciej Zimiński oraz Joanna Koenig, a prowadzącym m.in. Tadeusz Broś. W programie występowały też dzieci, m.in. Joanna Jabłczyńska, Marcin Dobrowolski.
Program był emitowany w niedziele o godz. 9:00. W kolejnych latach zmieniano godzinę emisji, co odbijało się na oglądalności programu. Początkowo był godzinnym magazynem, który wchłonął inne programy znajdujące się wcześniej w tym paśmie: „Zrób to sam” – Adama Słodowego, „Niewidzialną rękę” – Macieja Zimińskiego i „Klub Pancernych” Jadwigi Dąbrowskiej.
13 grudnia 1981 roku zaprzestano nadawania Teleranka w związku z wprowadzeniem stanu wojennego. Dla dzieci z tamtego okresu brak Teleranka stał się synonimem stanu wojennego – telewizja wznowiła nadawanie programu dopiero po 3 miesiącach, w marcu 1982 roku.
Od jesieni 2000 program stał się 30-minutowym magazynem. W grudniu 2009 roku program został zlikwidowany z powodu kłopotów finansowych TVP. Teleranek według danych z 7 lipca 2002 roku podanych przez AGB Polska obejrzało 955 658 widzów, a w momencie likwidacji w 2009 roku oglądalność na poziomie 670 tys. widzów – według AGB Nielsen Media Research.
Po paroletniej przerwie (ponad 6 latach) program wrócił na antenę 6 marca 2016 w TVP1 i TVP ABC. Program na antenie TVP1 wiosną 2016 oglądało średnio 240 tys. widzów, w tym 14 tys. dzieci. Od 4 września 2016 „Teleranek” jest emitowany wyłącznie w TVP ABC.